# Gazeta Codzienna
Gazeta Codzienna – dziennik wydawany w Wilnie w okresie, gdy miasto wchodziło w skład Litwy, od 25 listopada 1939 do 20 sierpnia 1940 r. jako jedna z trzech litewskich gazet ukazujących się w języku polskim.
Wydawcą pisma był Bolesław Szyszkowski, zaś jego redaktorem naczelnym Józef Mackiewicz. Po rezygnacji Mackiewicza obowiązek kierowania gazetą spadł na Romualda Węckowicza, którego zastępcą został Teodor Bujnicki.
Po zajęciu Wilna przez wojska sowieckie w czerwcu 1940 roku gazeta ukazywała się jeszcze przez kilka tygodni – tym razem z Michałem Marcińczykiem jako redaktorem naczelnym.
Ostatni numer pisma wydano 19 sierpnia 1940 roku.

## Dziennikarze
Według Józefa Mackiewicza do współpracowników gazety należeli:
„Prof. Zygmunt Jundziłł, Ludwik Chomiński, prof. Jan Otrębski, prof. Mieczysław Limanowski, prof. konserwatorium Michał Józefowicz, Franciszek Hryniewicz, dr Odyniec, Bolesław Skirmuntt, Michał Kryspin Pawlikowski, Barbara Toporska, Konstanty Szychowski, prof. Michał Romer, kowieński korespondent ryskiego Siegodnia i nasz, Boris Orieczkin, Fryderyk Łęski, Władysław Łepkowski, Kazimierz Luboński, Bohdan Mackiewicz, Władysław Abramowicz, Łopaciński, Wacław Studnicki, Piotr Kownacki, Kazimierz Hałaburda, adw. Szyszkowski, Jakub Kowarski, Leszek Bortkiewicz, Światopełk Karpiński, Janusz Minkiewicz, Romuald Węckowicz, prof. Hurynowiczówna; z dziennikarzy warszawskich Liński, Kaffel i jeszcze kilku, których nie pamiętam. Błysnął raz nawet W.A. Zbyszewski piórem z Londynu. Wreszcie Czesław Miłosz i wtedy równie świetny, którego jeden z artykułów sprowadził nam na dobitkę pogróżki rozbitków Oeneru. No i – Teodor Bujnicki, zastępca naczelnego redaktora.”
Michał hr. Tyszkiewicz udzielił pismu kilkakrotnej subwencji finansowej.